# My Little Pony: Життя поні
My Little Pony: Життя поні (англ. My Little Pony: Pony Life) — анімаційний дитячий мультсеріал виробництва США, Канади та Ірландії, заснований на франшизі Hasbro «My Little Pony». Є наступником і спін-офом мультсеріалу «My Little Pony: Дружба — це диво», а також п'ятим мультсеріалом, заснованим на франшизі в цілому. Серіал виробляється компанією Allspark Animation (позначається як Entertainment One та Boulder Media та використовує новий анімаційний стиль і сюжет у жанрі шматочок життя. Серіал також сфокусований на більш комедійній тематиці, аніж його попередник. На відміну від Дружба — це диво, кожний епізод триває по 11 хвилин і складається з двох п'ятихвилинних частин.

## Голосовий склад

### Головні персонажі
Головний акторський склад з «My Little Pony: Дружба — це диво» повторює свої ролі в «Життя поні».
- Тара Стронг — Твайлайт Спаркл
- Ешлі Болл — Епплджек і Рейнбоу Деш
- Андреа Лібман — Флаттершай і Пінкі Пай
- Табіта Сен-Жермен — Реріті і Спайк[b]

## Український дубляж
- Твайлайт Спаркл — Наталя Романько-Кисельова
- Пінкі Пай — Єлизавета Зіновенко
- Рейнбоу Деш — Анастасія Жарнікова-Зіновенко
- Еплджек — Катерина Брайковська
- Флаттершай (1 сезон) — Юлія Перенчук
- Флаттершай (2 сезон) — Олена Яблочна
- Реріті — Вікторія Бакун
- Спайк — Лідія Муращенко
- Принцеса Селестія — Лариса Руснак
- Діскорд — Дмитро Завадський
- Поушен Нова — Вікторія Москаленко
- Дішвотер Слоґ — Андрій Соболєв
- Октавіо Пай — Олександр Солодкий